# Wahlkreis Ariège I
Der Wahlkreis Ariège I ist ein Wahlkreis (französisch circonscription électorale) für die Wahl der Nationalversammlung.

## Wahlergebnisse

### Parlamentswahl 2002
| Kandidaten                                     | Kandidaten                | Parteien                                          | 1. Wahlgang | 1. Wahlgang | 2. Wahlgang | 2. Wahlgang |
| Kandidaten                                     | Kandidaten                | Parteien                                          | Stimmen     | %           | Stimmen     | %           |
| ---------------------------------------------- | ------------------------- | ------------------------------------------------- | ----------- | ----------- | ----------- | ----------- |
|                                                | Augustin Bonrepauxgewählt | SOC – Parti socialiste                            | 15.373      | 43,3        | 20.496      | 66,6        |
|                                                | Yves Maris                | UMP – Union pour la majorité présidentielle       | 5.502       | 15,5        | 10.294      | 33,4        |
|                                                | Georges Mesplie           | FN – Front national                               | 3.085       | 8,7         |             |             |
|                                                | André Metge               | CPNT – Chasse, pêche, nature, traditions          | 2.548       | 7,2         |             |             |
|                                                | Lyliane Cassan            | LCR – Ligue communiste révolutionnaire            | 1.018       | 2,9         |             |             |
|                                                | Bernard Voegeli           | VEC – Les Verts                                   | 1.458       | 4,1         |             |             |
|                                                | Jacques Carol             | DVG – Non classé                                  | 1.431       | 4,0         |             |             |
|                                                | Michèle Cassan            | COM – Parti communiste français                   | 2.269       | 6,4         |             |             |
|                                                | Jean Darnaud              | MPF – Mouvement pour la France                    | 987         | 2,8         |             |             |
|                                                | Roland Larivière          | EXD – Défendons la chasse et nos traditions       | 394         | 1,1         |             |             |
|                                                | Edwige Dreyer             | DVD – Centre national des indépendants et paysans | 313         | 0,9         |             |             |
|                                                | Didier Soulet             | LO – Lutte Ouvrière                               | 307         | 0,9         |             |             |
|                                                | Dominique Fèvre           | MNR – Mouvement national républicain              | 249         | 0,7         |             |             |
|                                                | Andrée Sans               | REG – Parti occitan                               | 197         | 0,6         |             |             |
|                                                | Raymond Chaumont          | ECO – Génération Écologie                         | 191         | 0,5         |             |             |
|                                                | Marc Estève               | EXG – Parti des travailleurs                      | 119         | 0,3         |             |             |
|                                                | Daniel Lacroze-Marty      | DIV – Unabh.                                      | 55          | 0,2         |             |             |
|                                                | Raymond Caplin            | DIV – Non classé                                  | 31          | 0,1         |             |             |
| Gesamt                                         | Gesamt                    | Gesamt                                            | 35.527      | 100         | 30.790      | 100         |
|                                                |                           |                                                   |             |             |             |             |
| Ungültige Stimmen                              | Ungültige Stimmen         | Ungültige Stimmen                                 | 1.267       | 3,4         | 2.808       | 8,4         |
| Wähler                                         | Wähler                    | Wähler                                            | 36.794      | 68,1        | 33.598      | 62,1        |
| Wahlberechtigte                                | Wahlberechtigte           | Wahlberechtigte                                   | 54.069      |             | 54.064      |             |
|                                                |                           |                                                   |             |             |             |             |
| Quellen: Innenministerium, Ergebnis – Parteien |                           |                                                   |             |             |             |             |

### Parlamentswahl 2007
| Kandidaten               | Kandidaten               | Parteien                                                      | 1. Wahlgang | 1. Wahlgang | 2. Wahlgang | 2. Wahlgang |
| Kandidaten               | Kandidaten               | Parteien                                                      | Stimmen     | %           | Stimmen     | %           |
| ------------------------ | ------------------------ | ------------------------------------------------------------- | ----------- | ----------- | ----------- | ----------- |
|                          | Frédérique Massatgewählt | SOC – Parti socialiste                                        | 15.823      | 44,7        | 22.236      | 65,9        |
|                          | Jacqueline Rouge         | UMP – Union pour un mouvement populaire                       | 8.614       | 24,3        | 11.500      | 34,1        |
|                          | Lyliane Cassan           | COM – Parti communiste français                               | 2.419       | 6,8         |             |             |
|                          | Patrick Pont             | UDFD – Union pour la démocratie française/Mouvement démocrate | 2.311       | 6,5         |             |             |
|                          | Denis Seel               | EXG – Ligue communiste révolutionnaire                        | 1.274       | 3,6         |             |             |
|                          | Marc Saracino            | VEC – Les Verts                                               | 1.174       | 3,3         |             |             |
|                          | Jean-Luc Fernandez       | CPNT – Chasse, pêche, nature et traditions                    | 1.098       | 3,1         |             |             |
|                          | Josette Zammit           | FN – Front national                                           | 948         | 2,7         |             |             |
|                          | José Serrano             | MPF – Mouvement pour la France                                | 752         | 2,1         |             |             |
|                          | Sylvie Grizon            | DIV – La France en action                                     | 446         | 1,3         |             |             |
|                          | Didier Soulet            | EXG – Lutte Ouvrière                                          | 243         | 0,7         |             |             |
|                          | Thierry Cuviller         | EXD – MNR – Alliance patriotique                              | 168         | 0,5         |             |             |
|                          | Véronique Bucaille       | MAJ – Nouveau Centre                                          | 163         | 0,5         |             |             |
| Gesamt                   | Gesamt                   | Gesamt                                                        | 35.433      | 100         | 33.736      | 100         |
|                          |                          |                                                               |             |             |             |             |
| Ungültige Stimmen        | Ungültige Stimmen        | Ungültige Stimmen                                             | 1.061       | 2,9         | 1.797       | 5,1         |
| Wähler                   | Wähler                   | Wähler                                                        | 36.494      | 65,1        | 35.533      | 63,4        |
| Wahlberechtigte          | Wahlberechtigte          | Wahlberechtigte                                               | 56.045      |             | 56.037      |             |
|                          |                          |                                                               |             |             |             |             |
| Quelle: Innenministerium |                          |                                                               |             |             |             |             |

### Parlamentswahl 2012
| Kandidaten               | Kandidaten               | Parteien                                         | Stimmen | %    |
| ------------------------ | ------------------------ | ------------------------------------------------ | ------- | ---- |
|                          | Frédérique Massatgewählt | SOC – Parti socialiste                           | 17.791  | 51,7 |
|                          | Nicole Gérona            | UMP – Union pour un mouvement populaire          | 5.449   | 15,8 |
|                          | Jacques Warnke           | FN – Front national                              | 3.765   | 10,9 |
|                          | Michel Larive            | FG – Front de gauche (Parti communiste français) | 3.744   | 10,9 |
|                          | Pascale Aoura            | VEC – Europe Écologie Les Verts                  | 1.907   | 5,5  |
|                          | Joël Rausa               | CEN – Mouvement démocrate                        | 622     | 1,8  |
|                          | Céline Bara              | EXG – Mouvement antithéiste et libertin          | 544     | 1,6  |
|                          | Solange Fontaneau        | ECO – Alliance écologiste indépendante           | 211     | 0,6  |
|                          | Janine Lasserre          | EXG – Nouveau Parti anticapitaliste              | 205     | 0,6  |
|                          | Gisèle Lapeyre           | EXG – Lutte Ouvrière                             | 182     | 0,5  |
| Gesamt                   | Gesamt                   | Gesamt                                           | 34.420  | 100  |
|                          |                          |                                                  |         |      |
| Ungültige Stimmen        | Ungültige Stimmen        | Ungültige Stimmen                                | 756     | 2,1  |
| Wähler                   | Wähler                   | Wähler                                           | 35.176  | 62,1 |
| Wahlberechtigte          | Wahlberechtigte          | Wahlberechtigte                                  | 56.664  |      |
|                          |                          |                                                  |         |      |
| Quelle: Innenministerium |                          |                                                  |         |      |

### Parlamentswahl 2017
| Kandidaten               | Kandidaten               | Parteien                                                 | 1. Wahlgang | 1. Wahlgang | 2. Wahlgang | 2. Wahlgang |
| Kandidaten               | Kandidaten               | Parteien                                                 | Stimmen     | %           | Stimmen     | %           |
| ------------------------ | ------------------------ | -------------------------------------------------------- | ----------- | ----------- | ----------- | ----------- |
|                          | Bénédicte Taurinegewählt | FI – La France insoumise                                 | 6.125       | 20,3        | 12.776      | 50,3        |
|                          | Jérôme Azema             | REM – La République en marche                            | 9.478       | 31,3        | 12.633      | 49,7        |
|                          | Martine Esteban          | SOC – Parti socialiste                                   | 4.093       | 13,5        |             |             |
|                          | Laurence Lefort          | FN – Front national                                      | 3.618       | 12,0        |             |             |
|                          | Éric Donzé               | DIV – Équipe au service des Ariégeois                    | 2.197       | 7,3         |             |             |
|                          | Marie-Noëlle Samarcq     | LR – Les Républicains                                    | 1.616       | 5,3         |             |             |
|                          | Florence Cortès          | ECO – Europe Écologie Les Verts                          | 1.275       | 4,2         |             |             |
|                          | José Navarro             | COM – Parti communiste français                          | 929         | 3,1         |             |             |
|                          | Jean-François Astier     | ECO – Mouvement 100 % (Alliance écologiste indépendante) | 416         | 1,4         |             |             |
|                          | Robin Cassan             | DIV – Union populaire républicaine                       | 258         | 0,9         |             |             |
|                          | Gisèle Lapeyre           | EXG – Lutte Ouvrière                                     | 231         | 0,8         |             |             |
| Gesamt                   | Gesamt                   | Gesamt                                                   | 30.236      | 100         | 25.409      | 100         |
|                          |                          |                                                          |             |             |             |             |
| Leere Stimmzettel        | Leere Stimmzettel        | Leere Stimmzettel                                        | 699         | 2,2         | 2.041       | 7,1         |
| Ungültige Stimmzettel    | Ungültige Stimmzettel    | Ungültige Stimmzettel                                    | 329         | 1,1         | 1.163       | 4,1         |
| Wähler                   | Wähler                   | Wähler                                                   | 31.264      | 55,1        | 28.613      | 50,4        |
| Wahlberechtigte          | Wahlberechtigte          | Wahlberechtigte                                          | 56.735      |             | 56.731      |             |
|                          |                          |                                                          |             |             |             |             |
| Quelle: Innenministerium |                          |                                                          |             |             |             |             |

### Parlamentswahl 2022
Die Wahl wurde vom Verfassungsrat für ungültig erklärt.
| Kandidaten               | Kandidaten               | Parteien                                            | 1. Wahlgang | 1. Wahlgang | 2. Wahlgang | 2. Wahlgang |
| Kandidaten               | Kandidaten               | Parteien                                            | Stimmen     | %           | Stimmen     | %           |
| ------------------------ | ------------------------ | --------------------------------------------------- | ----------- | ----------- | ----------- | ----------- |
|                          | Bénédicte Taurinegewählt | NUP – Nouveau Front populaire (La France insoumise) | 10.347      | 33,1        | 14.746      | 55,3        |
|                          | Anne-Sophie Tribout      | ENS – Ensemble pour la République (Renaissance)     | 6.237       | 20,0        | 11.917      | 44,7        |
|                          | Jean-Marc Garnier        | RN – Rassemblement National                         | 6.229       | 19,9        |             |             |
|                          | Martine Froger           | DVG – Parti socialiste Diss.                        | 5.647       | 18,1        |             |             |
|                          | François Jossinet        | REC – Reconquête                                    | 1.134       | 3,6         |             |             |
|                          | Yannick Lomré            | DSV – Les Patriotes                                 | 472         | 1,5         |             |             |
|                          | Gisèle Lapeyre           | EXG – Lutte Ouvrière                                | 420         | 1,3         |             |             |
|                          | Renaud Fabart            | ECO – Parti animaliste                              | 413         | 1,3         |             |             |
|                          | Jean-Pierre Salvat       | REG – Bastir Occitanie                              | 339         | 1,1         |             |             |
|                          | Claire Couly             | DVG – Fédération de la gauche républicaine          | 2           | 0,0         |             |             |
| Gesamt                   | Gesamt                   | Gesamt                                              | 31.240      | 100         | 26.663      | 100         |
|                          |                          |                                                     |             |             |             |             |
| Leere Stimmzettel        | Leere Stimmzettel        | Leere Stimmzettel                                   | 709         | 2,2         | 2.408       | 7,9         |
| Ungültige Stimmzettel    | Ungültige Stimmzettel    | Ungültige Stimmzettel                               | 475         | 1,5         | 1.399       | 4,6         |
| Wähler                   | Wähler                   | Wähler                                              | 32.424      | 56,4        | 30.470      | 53,0        |
| Wahlberechtigte          | Wahlberechtigte          | Wahlberechtigte                                     | 57.465      |             | 57.472      |             |
|                          |                          |                                                     |             |             |             |             |
| Quelle: Innenministerium |                          |                                                     |             |             |             |             |

### Nachwahl 2023
Die Wahl fand am 26. März und 2. April statt.
| Kandidaten                                      | Kandidaten               | Parteien                                                                   | 1. Wahlgang | 1. Wahlgang | 2. Wahlgang | 2. Wahlgang |
| Kandidaten                                      | Kandidaten               | Parteien                                                                   | Stimmen     | %           | Stimmen     | %           |
| ----------------------------------------------- | ------------------------ | -------------------------------------------------------------------------- | ----------- | ----------- | ----------- | ----------- |
|                                                 | Martine Frogergewählt    | DVG – Parti socialiste Diss. / Parti radical de gauche                     | 5.742       | 26,4        | 11.758      | 60,2        |
|                                                 | Bénédicte Taurine        | NUP – Nouvelle union populaire écologique et sociale (La France insoumise) | 6.778       | 31,2        | 7.777       | 39,8        |
|                                                 | Jean-Marc Garnier        | RN – Rassemblement National                                                | 5.387       | 24,8        |             |             |
|                                                 | Anne-Sophie Tribout      | ENS – Ensemble ! (La République en marche)                                 | 2.323       | 10,7        |             |             |
|                                                 | François-Xavier Jossinet | REC – Reconquête                                                           | 603         | 2,8         |             |             |
|                                                 | Robert Claraco           | DIV – Unabh.                                                               | 478         | 2,2         |             |             |
|                                                 | Gisèle Lapeyre           | EXG – Lutte Ouvrière                                                       | 427         | 2,0         |             |             |
| Gesamt                                          | Gesamt                   | Gesamt                                                                     | 21.738      | 100         | 19.535      | 100         |
|                                                 |                          |                                                                            |             |             |             |             |
| Leere Stimmzettel                               | Leere Stimmzettel        | Leere Stimmzettel                                                          | 635         | 2,8         | 1.259       | 5,8         |
| Ungültige Stimmzettel                           | Ungültige Stimmzettel    | Ungültige Stimmzettel                                                      | 319         | 1,4         | 896         | 4,1         |
| Wähler                                          | Wähler                   | Wähler                                                                     | 22.692      | 39,6        | 21.690      | 37,9        |
| Wahlberechtigte                                 | Wahlberechtigte          | Wahlberechtigte                                                            | 57.310      |             | 57.276      |             |
|                                                 |                          |                                                                            |             |             |             |             |
| Quellen: Kandidaten – 1. Wahlgang – 2. Wahlgang |                          |                                                                            |             |             |             |             |

### Parlamentswahl 2024
| Kandidaten               | Kandidaten            | Parteien                                        | Stimmen | %    |
| ------------------------ | --------------------- | ----------------------------------------------- | ------- | ---- |
|                          | Martine Frogergewählt | UG – Nouveau Front populaire (Parti socialiste) | 19.245  | 50,7 |
|                          | Jean-Marc Garnier     | RN – Rassemblement National                     | 15.049  | 39,7 |
|                          | Gisèle Lapeyre        | EXG – Lutte Ouvrière                            | 2.756   | 7,3  |
|                          | Pascal Mascetti       | REC – Reconquête                                | 881     | 2,3  |
| Gesamt                   | Gesamt                | Gesamt                                          | 37.931  | 100  |
|                          |                       |                                                 |         |      |
| Leere Stimmzettel        | Leere Stimmzettel     | Leere Stimmzettel                               | 1.947   | 4,8  |
| Ungültige Stimmzettel    | Ungültige Stimmzettel | Ungültige Stimmzettel                           | 953     | 2,3  |
| Wähler                   | Wähler                | Wähler                                          | 40.831  | 71,1 |
| Wahlberechtigte          | Wahlberechtigte       | Wahlberechtigte                                 | 57.416  |      |
|                          |                       |                                                 |         |      |
| Quelle: Innenministerium |                       |                                                 |         |      |